# Тюльпанний
Тюльпа́нний (рос. Тюльпанный) — селище у складі Домбаровського району Оренбурзької області, Росія.

## Населення
Населення — 203 особи (2010; 283 у 2002).
Національний склад (станом на 2002 рік):
- казахи — 84 %